# مانگلیسی
مانگلیسی (به لاتین: Manglisi) یک منطقهٔ مسکونی در گرجستان است که در شهرداری تتری تسقارو واقع شده‌است. مانگلیسی ۱٬۴۴۱ نفر جمعیت دارد و ۱٬۲۰۰ متر بالاتر از سطح دریا واقع شده‌است.